# Victor Hartman

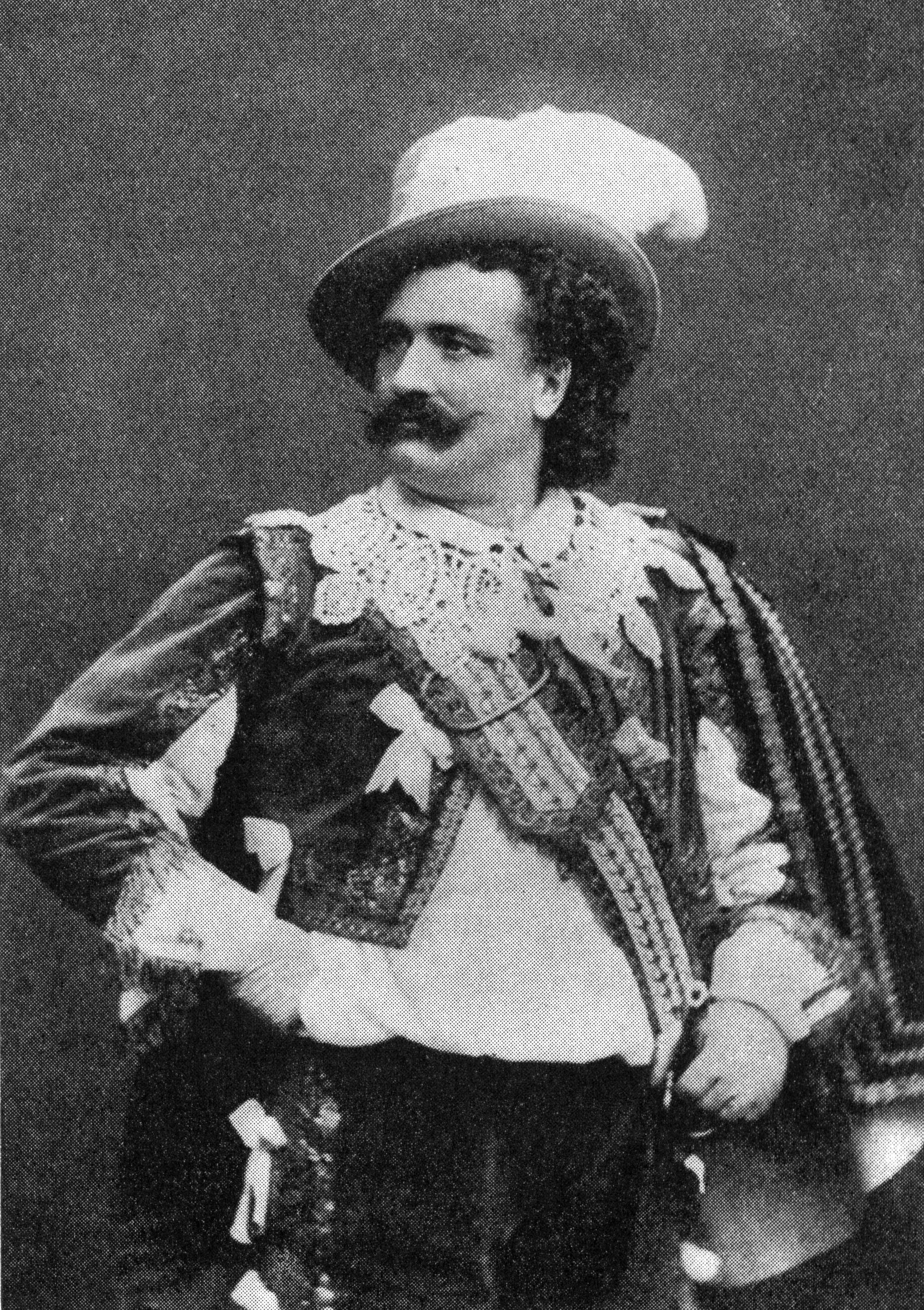
Victor Hartman som Don Cesar de Bazano.

Victor Laurentius Hartman, född 30 december 1839 i Stockholm, död 15 juni 1898 i Stockholm, var en svensk skådespelare. Han var mellan 1881 och 1891 gift med skådespelaren Ellen Hedlund, och var morbror till regissören Victor Sjöström.

## Biografi
Hartman var 1852–1854 elev vid Kungliga teaterns balett, 1854–1856 vid Mindre teatern och 1856–1861 vid Kungliga teaterns dramatiska scen, där han hade Johan Jolin och Carl Gustaf Sundberg till lärare. 1861 blev han anställd vid Kungliga teatern, och 1866 utnämndes han till premiäraktör. Han var länge en av Dramatens mest använda skådespelare, och sägs ha haft sin största styrka i framställningen av glada, litet lättsinniga ungdomar med hjärtat på rätta stället, men var även framstående i mer allvarliga karaktärsroller.
Bland Hartmans första roller som väckte uppmärksamhet var trashanken Paddy i Richard Sheridan och Madinier i Fruarna Montambèche. Hans verkliga glansdagar inföll på 1870- och första halvan av 1880-talet, och hans första stora framgång var rollen som Carlo van der Not i Victorien Sardous Allt för fosterlandet. Han spelade även roller som Henri i De onyttiga, titelrollerna i Don Cesar de Bazano, Volontären, Ferréol, Ambrosius, Gerald i Rolands dotter, de Nanjac i Falska juveler, Derblay i Herr Derblays giftermål, George i Hedern och penningen och Achille i Christiane.
I slutet av mars 1885 drabbades Hartman av en stroke, som höll honom borta från teatern till oktober samma år. Efter denna sjukdom blev hans hälsa aldrig fullkomligt återställd, och han kunde hädanefter endast uppträda i mindre roller. Hans sista roll blev Marskalk Junot i Madame Sans-Gêne.
Hartman tilldelades 1882 medaljen Litteris et Artibus. Han avled den 15 juni 1898, efter att några dagar dessförinnan drabbats av en hjärnblödning.

## Teater

### Roller (ej komplett)
| År   | Roll                             | Produktion                                                  | Regi | Teater                      |
| ---- | -------------------------------- | ----------------------------------------------------------- | ---- | --------------------------- |
| 1863 | Gustav Adolf, Sveriges kronprins | Siri Brahe och Johan Gyllenstierna Gustav III               |      | Kungliga Dramatiska Teatern |
| 1863 | Raoul Dufouré                    | Så kallade Hedersmän Théodore Barrière och Ernest Capendu   |      | Kungliga Dramatiska Teatern |
| 1863 | Ludvig                           | Rosa och Rosita Clara Andersen                              |      | Kungliga Dramatiska Teatern |
| 1863 | Ottavio, Argantes son            | Scapins skälmstycken Molière                                |      | Kungliga Dramatiska Teatern |
| 1868 | Karl Bernhard Klinckowström      | Lejonet vaknar Frans Hedberg                                |      | Kungliga Dramatiska Teatern |
| 1871 | Beppo, tjänare                   | Carinas ljus Edvard Bäckström                               |      | Kungliga Dramatiska Teatern |
| 1875 | George                           | Hedern och penningen François Pousard                       |      | Kungliga Dramatiska Teatern |
| 1876 | Vicomte Adhemar de Valtravers    | Lejon och rävar Émile Augier                                |      | Kungliga Dramatiska Teatern |
| 1876 | Löjtnant Fredrik Riddersporre    | Också en förlovning Johan Grönstedt                         |      | Kungliga Dramatiska Teatern |
| 1876 | Greve Gontran de Ventrey         | För välgörande ändamål Eugène Verconsin                     |      | Kungliga Dramatiska Teatern |
| 1876 | Hector                           | Klädeshandlaren och hans måg Émile Augier och Jules Sandeau |      | Kungliga Dramatiska Teatern |
| 1876 | Gerald                           | Rolands dotter Henri de Bornier                             |      | Kungliga Dramatiska Teatern |
| 1876 | Octavio Murelli                  | Svart i röd Oscar Wijkander                                 |      | Kungliga Dramatiska Teatern |
| 1889 |                                  | En för bägge och bägge för en Emma Gad                      |      | Dramatiska Teatern          |
| 1890 | Peter Ivanovitsch Dobtschinski   | Revisorn (Ревизо́р, Revizór) Nikolaj Gogol                   |      | Dramatiska Teatern          |
| 1892 | Klas af Leijonstam, friherre     | Kära släkten (Den kjære Familie) Gustav Esmann              |      | Dramatiska Teatern          |

### Regi (ej komplett)
| År   | Produktion | Upphovsmän        | Teater                      |
| ---- | ---------- | ----------------- | --------------------------- |
| 1885 | Ambrosius  | Chr. K.F. Molbech | Kungliga Dramatiska Teatern |